# Gunung Singgahmata (berg i Indonesien, lat 5,06, long 96,39)
Gunung Singgahmata är ett berg i Indonesien.   Det ligger i provinsen Aceh, i den västra delen av landet, 1 700 km nordväst om huvudstaden Jakarta. Toppen på Gunung Singgahmata är 1 524 meter över havet, eller 435 meter över den omgivande terrängen. Bredden vid basen är 5,3 km.
Terrängen runt Gunung Singgahmata är kuperad åt nordost, men åt sydväst är den bergig.Runt Gunung Singgahmata är det ganska tätbefolkat, med 60 invånare per kvadratkilometer. I omgivningarna runt Gunung Singgahmata växer i huvudsak städsegrön lövskog.